# Indigofera brevifilamenta
Espèce
Indigofera brevifilamenta est une espèce de plantes à fleurs de la famille des Fabaceae et du genre Indigofera, présente en Afrique tropicale.

## Description
C'est une herbe annuelle érigée atteignant 40 cm de hauteur.

## Habitat
On la trouve dans les savanes, les plaines herbeuses sur latérites.